# 你的孩子不是你的孩子
《你的孩子不是你的孩子》，是一部2018年的台灣詩選電視劇，改編自作家吳曉樂的同名作品裡的五個故事，分別為媽媽的遙控器、貓的孩子、茉莉的最後一天、孔雀、必須過動，每個故事兩集，全劇共十集，由陳慧翎執導。故事以親子間的互動為主題，在科幻元素的包裝下，內容諷刺台灣教育體制下扭曲的親子關係與教育困境及多數家長對孩子錯誤的教育方式來喚醒社會大眾，五個故事中的母親分別由柯素雲、鍾欣凌、尹馨、謝瓊煖和葉全真飾演。劇集以4K超高畫質技術拍攝，2017年8月7日開鏡。公視主頻於2018年7月7日晚上九點首播，並於公視+、Netflix和LINE TV當日更新最新一集。myVideo於2018年8月5日全集上架。LiTV 線上影視於2023年8月1日全劇上架。除了電視劇，公視也同步推出改編遊戲電玩《孩子 KIDZ》。
劇集在播出後大受好評，被譽為「台灣版《黑鏡》」，而罕見的詩選劇格式也受到矚目。每一篇故事都引發諸多討論和分析，或有家長、青少年、教師等人撰文分享自己相似的經驗。單元貓的孩子2019年10月獲得第54屆金鐘獎電視電影獎。

## 製作

### 緣起
《你的孩子不是你的孩子》書籍的作者吳曉樂是一名家庭教師，她將自己自18歲起至25間歲從事家教時的所見所聞記錄下來，出版成首部著作，並引用黎巴嫩詩人紀伯倫的詩作為題，在2014年付梓。
文化部在影視出版的媒合平台推薦一批適合改編影視的原著，之後成為該劇監製的公視節目部經理於蓓華在2015年看到了這本書，書中的故事讓她很難過，也感慨台灣的教育制度無論怎麼改，父母與孩子對教育的想像仍遭束縛，教育現場仍沒有改變。公共電視曾在2006年推出了改編自侯文詠同名小說的教育主題電視劇《危險心靈》，可惜礙於預算有限，無法每年都製作以教育為題的戲劇。
後來公視在規劃2017年四大旗艦議題裡包含教育，因此有可以製作戲劇的預算。於是2016年初，編劇夏康真拜訪《你的孩子不是你的孩子》書籍的作者吳曉樂，對談之下發現雙方皆認同教育制度不僅擠壓了孩子、也讓家長感到焦慮，親子共同受到了主流價值束縛，導致其關係變形。是故製作這部作品的目的也是希望促進親子對話，而非對立。對於自己的作品受到改編，吳曉樂表示「作者已死」，也不會干涉自己不擅長的影視領域。但她在也提醒公視，在節目播出後可能會受到許多負面情緒，也可能會讓觀眾需要進行心理治療。。
導演陳慧翎在2018年的金穗獎影展裡一場「主題戲劇的新趨勢」為題的座談中回顧，表示自己過去幾年在商業操作的體制下拍攝不少偶像劇和電影，卻發現自己逐漸遺忘好好說故事的能力。在為人母並讀了這本書後，發現這個只追求分數和成功的教育體制與社會，擠壓出了書中撰述的變態世界，並感到十分震撼，便決定要將這個作品呈獻給觀眾。

### 初步改編
一開始的構思比較貼近原著，全劇安排了一位擔任家教的女性主角，以旁觀者的角度紀錄每個家庭，而她自己也與另一位男主角開展戀愛情節，雖然這樣的做法會讓故事一直在各個家庭的故事與男女主角間的故事跳接。另外、由於這些家庭都是能聘用家庭教師的菁英階級，所以為了製造反差，將女主角的個性設計得較為另類、甚至搞笑，這也讓整齣劇的調性比較接近喜劇。
這種通俗的作法肇因於台灣觀眾通常無法接受太沉重的戲，製作團隊發現這個故事似乎缺少了什麼，致使它與別的台灣家庭劇沒什麼兩樣，這種通俗的劇情看似觸碰到了議題，但又什麼都沒說明清楚，惟即便導演、編劇對成品有些不滿意，卻因為劇本逐漸成形而難以修改。
導演陳慧翎在製作期間子宮頸癌症復發，工作隨之停擺，她在化療期間不斷思考「如果自己只剩下最後一個故事可以說，要說一個什麼樣的故事」，在讀過原著中的作者序之後，她意識到不能將這部戲拍成偶像劇，台灣的戲劇不能只拍一些小情小愛的故事，必須要能突破社會的價值。
與此同時英國詩選劇《黑鏡》為作品帶來了改變，於蓓華認為《黑鏡》擲地有聲地在叩問「如果科技這樣發展下去，對我們的生活會造成什麼影響、到底是好是壞？」，而她也希望製作團隊將作品設計成觀眾看完後能反思「如果我們的教育方式、主流價值觀繼續維持不變，對我們的未來會造成什麼影響、會是什麼樣子？」，於是再加入了簡士耕等擅長此類型的編劇後，劇本全部重寫，開始加重批判的力道，朝科幻與奇幻的路線發展。

### 重構劇本
在重新調整劇本後，由於時間緊迫，團隊找了蔣友竹、簡士耕、洪茲盈、夏康真、費工怡和馬千代操刀同步書寫每個故事，因此總長十集的故事就被平均分配成五段，每段以兩集的篇幅呈現一個家庭，以兼顧娛樂性和思考空間的方式著手改編，並在每一個故事裡把想要闡述的內容講清楚。
在修改劇本後，團隊原先故事之間仍有些連貫，例如安排五個家庭住在同一社區，但後來劇組認為故事的主要內容是探討主流的成功價值造成的影響，相對於描寫親子之情，更著重於批判體制與結構，再加上五個劇本都帶有奇幻、黑暗及未來感，在有一致主題的情況下，劇情不必連貫也無妨，因此最後製作成了詩選劇以新的類型來說故事。

### 選角
劇中的五位母親依序分別由柯素雲、鍾欣凌、尹馨、謝瓊煖和葉全真飾演，而楊丞琳、楊謹華、劉品言等人也曾詢問是否能參與演出，只是她們未達媽媽的年紀，因此未能接演。雖然母親在每個故事裡都佔有重要的份量，但其實劇組是先找演出小孩的演員，再尋找誰適合飾演他們的母親。

### 音樂
《你的孩子不是你的孩子》的主題曲由魏如萱製作及演唱，由於她是由祖父母帶大，使得她在創作時一度不知從何下手，在她的友人陳建騏建議她以「不被理解」的角度著手後，才順利完成歌曲。魏如萱表示該劇反映了現在正持續發生的事，並期望透過主題曲，帶給觀眾一個溫暖的擁抱。

### 拍攝
陳慧翎在2010年推出過電視劇《那年，雨不停國》，而《你的孩子不是你的孩子》亦由《那年，雨不停國》的製作團隊主創，在2017年8月7日舉行開拍記者會，全劇在台北取景。於蓓華為了因應Netflix日益蓬勃的發展，試圖讓戲劇在Netflix上推出，為了符合Netflix的上架目標，劇組也因此將拍攝規格從原先的HD改為以4K超高畫質技術拍攝，每個單元的拍攝期是15天，每一集的預算是新台幣380萬元。劇中以強烈的視覺特效進行包裝，將科幻或奇幻的元素嵌入每一個故事中。例如在茉莉的最後一天裡，主角住家的色調是一片慘白、孔雀是五彩繽紛、必須過動裡的高級社區潔白無暇，每個單元的色調和傢俱都有個別安排。

### 製作歷程感想
原著作家吳曉樂表示，自己的原著和這部改編戲劇最大的意義，就是透過角色的受傷和死亡，告誡這條道路的危險性，並期望悲劇不再發生。
編劇夏康真表示自己看完原著後感到心碎與惶恐，因為她深怕自己對自己的孩子犯下了與書中一樣的錯，她期許能透過改編作品讓多父母意識到自己可能傷害孩子的地方。
公視節目部經理于蓓華表示這部作品不只是探討教育問題，更要挑戰主流價值、質問為何社會文化要緊密綑綁親子關係，導致產生了扭曲和焦慮，因此早就做好了會面對批評和壓力的準備，試圖透過討論來撼動既有架構，並找回家庭的美好價值。
導演陳慧翎表示「教育」這個敏感議題只有公共電視台有勇氣涉足，「能講別人不敢講的故事」正是許多演職員願意參與的原因。陳慧翎坦言在自己成長過程中曾經恨過自己的母親，在成人後才意識到父母也並不成熟，便轉念思考並有所釋懷。她在為人母之後，認為這是一門非常深奧的學問，當母親有為孩子犧牲奉獻的精神後，可能會很容易地變成對人情緒勒索的人，尤其華人世界對母親的要求又非常多。當父母們服膺在主流價值觀之下時，就很容易以父母的權勢壓迫小孩，不視他們為獨立的個體。在這樣的體制下，父母和孩子同樣都在受苦，當父母不知道如何教小孩時，很容易就會被社會的價值觀逼得不得不把孩子往補習班裡送，拍完這部戲後最大的受益者是自己的孩子，自己和孩子的相處也有很大的改變。
製作人巫知諭強調原著及電視劇都不是想批判父母，而是試圖批判背後的巨大結構。希望能透過這個故事開啟親子的對話空間，促進社會對「成功」定義的重新思考。也特別指出了劇中刻劃的母職，她表示雖然該被嚴厲批判的不只是母親，但借鑑於社會現實呈現的戲劇，卻使得觀眾看到母親在督促孩子的過程中成了孩子的頭號「敵人」，而在父權社會中女性被迫扮演母職、失去自我和獨立性的現狀，也是一個值得思考的問題。

## 播出
他們是「生命」的子女，是生命自身的渴望。

他們經你而生，但非出自於你，

他們雖然和你在一起，卻不屬於你。

你可以給他們愛，但別把你的思想也給他們，

因為他們有自己的思想。

關於五部作品的播放順序，巫知諭說明原本打算將最黑暗的必須過動排在最前，以結局較正向的貓的孩子當成結尾，以期觀眾有看到被救贖的可能。但陳慧翎後來將順序調整為最後播出的版本，因為前三個故事是探討家庭的問題，第四個孔雀以對私校的執迷探討學校體系問題，第五個故事是國家體制的問題，藉由逐漸擴大格局來逐步揭開背後的議題。
劇組在2018年3月17日公佈前導預告片，片中由演員朗誦紀伯倫的詩作孩子，一週內觀看次數超過40萬次，並引起不少討論，讓陳慧翎驚覺親子間的鴻溝如此之大。《你的孩子不是你的孩子》在2018年3月25日，金穗獎影展期間首度公開節目花絮。必須過動先一步於2018年金馬奇幻影展中特別放映。
由於必須與Netflix同步播出，劇組需要提前兩個月將完整的影音檔案交給Netflix，也因此讓上檔日期從原本預定的4月延後至7月，2018年7月5日，推出預告片並舉辦上檔記者會，會中演員張書豪特別贈送陳慧翎一個大奶瓶為「孩子」慶生。
2018年7月7日起，《你的孩子不是你的孩子》在公視主頻、Netflix和LINE TV上同步首播，開創了台灣電視劇在Netflix同步播出的首例，而該齣劇也由Netflix海外獨家播出，之後也陸續在公視+和myVideo等網路平台上播出。陳慧翎轉述Netflix對這部片的欣賞，並表示Netflix以為台灣的作品向來不太尖銳，因此對這部作品十分訝異。由於劇中呈現了扭曲的親子關係，為了避免觀眾在觀影期間心生不適，公視特地在每個單元前加入短片，讓在該單元中飾演孩子角色的演員講述一段期勉的話，並找來對心理學、親子關係學有專精的各領域人士，在影片後進行說明，以期觀眾在現實生活中能化解類似的情境。

## 劇情大綱
| 單元           | 集數           | 首播時間                  | 公視收視率 |
| 媽媽的遙控器   | 第一集、第二集 | 2018年7月7日 21:00—23:00  | 0.66       |
| 貓的孩子       | 第三集、第四集 | 2018年7月14日 21:00—23:00 | 0.59       |
| 茉莉的最後一天 | 第五集、第六集 | 2018年7月21日 21:00—23:00 | 0.83       |
| 孔雀           | 第七集、第八集 | 2018年7月28日 21:00—23:00 | 0.66       |
| 必須過動       | 第九集、第十集 | 2018年8月4日 21:00—23:00  | 0.68       |

### 分集

#### 媽媽的遙控器
改編自吳曉樂的作品《你的孩子不是你的孩子》中的〈天賦〉，由陳慧翎導演，柯素雲和劉子銓主演。描述一位母親在取得具有神奇效力的遙控器後，用它控制自己的兒子走向自己認為成功的道路，卻導致反效果的故事。

#### 貓的孩子
改編自吳曉樂的作品《你的孩子不是你的孩子》中的〈人子，與貓的孩子〉，由陳慧翎導演，鍾欣凌和劉修甫主演。描述主角在家族的壓力之下，為了獲得更好的成績，透過殺貓來宣洩情緒的故事。劇集在2019年10月榮譍第54屆金鐘獎電視電影獎。

#### 茉莉的最後一天
改編自吳曉樂的作品《你的孩子不是你的孩子》中的一脈不相承，由陳慧翎導演，尹馨和王淨主演。描述就讀北一女中的高材生茉莉在長期壓抑下自殺，她的母親為了探詢死因，以尖端科技讀取女兒記憶的故事。

#### 孔雀
改編自吳曉樂的作品《你的孩子不是你的孩子》中的私的迷思，由陳慧翎導演，謝瓊煖和王渝萱主演。描述藍領家庭出身的主角在就讀私立名校維德中學後處處不適應，便為了獲得自己想要的生活，與一隻可以實現願望的神奇孔雀進行魔鬼交易的魔幻故事。

#### 必須過動
改編自吳曉樂的作品《你的孩子不是你的孩子》中的必須過動，由陳慧翎導演，葉全真和吳兆絃主演。故事架構於以成績決定工作與生活品質的反烏托邦世界中，描述一名囿於升學主義的母親不顧孩子心中的矛盾與衝突，執意要求孩子假扮為注意力不足/過動症患者，以換取醫師的診斷，進而藉此躲避鑑定考試，避免拿到不佳的考試成績。劇集獲選為2018年金馬奇幻影展特別放映單元。

## 迴響

### 收視與效應
該劇沒有在日本特別宣傳，但在日本Netflix上，該劇在播出後旋即進入了人氣劇集第十名，第四集播出時攀升到第一名，部分日本觀眾讚揚其沉重的主題和寫實的故事。而在中國大陸影音評論網站豆瓣上，該劇也在滿分10分裡取得8分。在受到國際矚目後，陳慧翎也收到不少國外平台的合作邀約。但她尚無拍攝續集的計畫，因為她不認為需要拍攝重複的題材。陳慧翎表示多數的討論都在團隊的預期之內，而最令陳慧翎震驚的是，對劇中感同身受的回應數量比預期的數量多出不少，在Dcard、Instagram、批踢踢、Facebook和百度等網站上都可見到。陳慧翎認為分享傷痛的過程或許是很好的療傷方式，因為眾人可以相互勉勵並繼續向前。
鑒於該劇造成的討論熱潮，台灣的《蘋果日報》以「應否介入未成年孩子生活」為題，專門刊載讀者投書。中興大學學生賴彥丞表示自己的身邊有許多類似《你的孩子不是你的孩子》的案例，並指出家長過度的干預只會使孩子被同儕排擠，應該放手讓孩子獨立；人本教育基金會執行長馮喬蘭指出，父母如果過於強調自己對孩子的付出，則孩子可能產生虧欠父母的心態，這樣的文化會讓親子雙方都受到束縛；親職教育講師魏瑋志認為應該以讓孩子自律為目標進行適度的介入。；車城國中學生林惠婷則認為，父母必定需要介入孩子的生活，但不是帶著權威、而是以與孩子做朋友的心態介入才能建立良好的親子關係。公視經營的影音平台「公視+」也因該劇造成熱潮增加了大量的新使用者和新會員，於蓓華還表示公視接到了海外製片的洽詢，表示希望買下該劇的影視改編權並發展成長篇劇集。
在戲劇的推波助瀾下，原著重新受到關注，在2017年7月登上博客來網路書店總排行榜的第5名，吳曉樂的另一本著作《上流兒童》則於2018年7月27日發行，同樣十分暢銷。

### 評價
《你的孩子不是你的孩子》被稱為「台灣版黑鏡」，也有評論認為該劇在恐怖及真實性更勝《黑鏡》，或有部分篇章能夠與之媲美。在劇集播出前，陳慧翎預期收視率不會太高，她表示作品的預算比不上《黑鏡》，但工作人員都十分辛苦，在有限的預算內努力不懈。巫知諭表示某些評論取笑該劇是「哈哈鏡」，她也坦言以台灣現在的戲劇環境，確實必須向其它優秀的作品學習，才可能追上日本、韓國的腳步。
聯合報記者杜沛學提到，儘管近年來台灣的電視劇不時為人詬病，但優異的編劇並沒有消失，只是被市場導向的環境隱藏了。《你的孩子不是你的孩子》的議題過於沉重，不能被廣泛接受，但反而是大眾最應關注且深思的題材。
花蓮縣政府兒少諮詢代表陳旻傑表示，從公視推出《危險心靈》到推出該劇的十年間所進行的教育改革似乎沒有讓校園變得更加民主。
雲林地方法院法官王子榮也表示教師在教育學生時應該體認到「你的學生不是你的學生」，並謹言慎行、協助孩子成長。
高雄醫學大學醫學系教授顏正芳認為這部戲是想讓家長覺醒，希望家長不要再造成孩子的困擾與負擔，但他也指出如果政府沒有正視自身改革社會的責任，則家長和孩子仍然會活在無謂的競爭之中。在五個故事裡都相對著重於母子之間的刻畫，對父親在家庭中擔任的角色著墨甚少，便有觀眾投書論述，認為這些所謂的親子問題，其實也是婚姻問題，因為有些孩子可能會在有問題的婚姻中成為犧牲品。應該讓問題放在婚姻關係中被解決，而不是轉嫁給孩子。
臨床心理師張家齊認為很難評估父母採取控制教養的普遍程度，但他根據實際接觸個案的經歷及相關的研究，指出父母採取控制教育對孩子確實會造成負面影響，而這個議題不容被壓抑。除此之外，還有許多觀眾撰文分享自己的求學經歷，並和劇中情節相互對照，或以精神分析、社會學觀點解讀劇中情境
編劇資歷二十餘年的吳洛纓認為，該劇建立了臺灣少見的「微科幻」類型戲劇，並觸及敏感的家庭議題，劇情不但批判了在升學主義下的親子關係，更意圖「讓觀眾看了之後感到不舒服」。吳洛纓指出，只有先讓自己成為一個完整的人，才可能引導另一個生命成長。作家柯志遠認為《你的孩子不是你的孩子》的風格弔詭、出人意料，完成度極高，為2018年的台灣電視劇帶來具啟發性的全面震撼。他同時強調了原著的文學價值，足以在新題材欠缺的影視圈中擔任範例。
藝人李李仁表示故事議題反映了社會的現實面，觀劇之後感觸良多。陶晶瑩則是一邊看劇、一邊問自己的孩子「媽媽有沒有這樣？」她對拍攝手法讚譽有加，並分享自己教育孩子的方式。藝人陳嘉樺則表示看過之後熱淚盈眶。
但也有一些批評指出，劇集只是闡述了教育制度產生的弊病，沒有提出進一步的應對方式或解決之道，對於這樣的評論，心理師曾治淇認為提出問題者不必然也沒有義務要給出解方，或許在議題引起漣漪後，解鈴人自然會來。曾治淇並引用了《幸福路上》、《狼的孩子雨和雪》、《天才的禮物》等電影，指出其情節或許隱含著應對的方式。

### 獎項
| 年份   | 頒獎典禮     | 獎項                         | 入圍者                                                                           | 結果 |
| ------ | ------------ | ---------------------------- | -------------------------------------------------------------------------------- | ---- |
| 2019年 | 第30屆金曲獎 | 最佳單曲製作人獎             | 陳建騏、韓立康〈Don't cry Don't cry〉                                            | 提名 |
| 2019年 | 第54屆金鐘獎 | 電視電影獎                   | 《你的孩子不是你的孩子-貓的孩子》                                                | 獲獎 |
| 2019年 | 第54屆金鐘獎 | 迷你劇集／電視電影女主角獎   | 尹馨《你的孩子不是你的孩子-茉莉的最後一天》                                      | 提名 |
| 2019年 | 第54屆金鐘獎 | 迷你劇集／電視電影女主角獎   | 鍾欣凌《你的孩子不是你的孩子-貓的孩子》                                          | 獲獎 |
| 2019年 | 第54屆金鐘獎 | 迷你劇集／電視電影女配角獎   | 王淨《你的孩子不是你的孩子-茉莉的最後一天》                                      | 提名 |
| 2019年 | 第54屆金鐘獎 | 迷你劇集／電視電影新進演員獎 | 王渝屏《你的孩子不是你的孩子-貓的孩子》                                          | 提名 |
| 2019年 | 第54屆金鐘獎 | 迷你劇集／電視電影新進演員獎 | 王渝萱《你的孩子不是你的孩子-孔雀》                                              | 提名 |
| 2019年 | 第54屆金鐘獎 | 迷你劇集／電視電影新進演員獎 | 劉修甫《你的孩子不是你的孩子-貓的孩子》                                          | 提名 |
| 2019年 | 第54屆金鐘獎 | 迷你劇集／電視電影導演獎     | 陳慧翎、余慧君《你的孩子不是你的孩子-貓的孩子》                                  | 獲獎 |
| 2019年 | 第54屆金鐘獎 | 迷你劇集／電視電影編劇獎     | 簡士耕《你的孩子不是你的孩子-貓的孩子》                                          | 提名 |
| 2019年 | 第54屆金鐘獎 | 戲劇類節目攝影獎             | 簡正傳、簡新祐《你的孩子不是你的孩子-貓的孩子》                                  | 提名 |
| 2019年 | 第54屆金鐘獎 | 戲劇類節目剪輯獎             | 吳姿瑩《你的孩子不是你的孩子-貓的孩子》                                          | 獲獎 |
| 2019年 | 第54屆金鐘獎 | 音效獎                       | 魏如萱、史旻玠、鄭元凱 《你的孩子不是你的孩子-媽媽的遙控器》                     | 提名 |
| 2019年 | 第54屆金鐘獎 | 燈光獎                       | 李奇祥《你的孩子不是你的孩子-貓的孩子》                                          | 提名 |
| 2019年 | 第54屆金鐘獎 | 美術設計獎                   | 吳若昀、黃明仁、賴琬婷、王重治、姚良奇、林佳齡 《你的孩子不是你的孩子-貓的孩子》 | 獲獎 |

## 改編電子遊戲

### 歷程
公視為因應新媒體時代來臨，在2017年10月成立「全媒體專案中心」。以《你的孩子不是你的孩子》改編而成的電子遊戲《KIDZ 孩子》就是該中心第一個案子，在歷經九個月之後完成，網頁試玩版於2018年7月13日推出，正式版於7月26日在遊戲平台Steam上架。

### 內容
遊戲的內容與電視劇並無劇情上的關聯，遊戲開發者阿炯表示，由於電視劇的內容龐大且有深度，因此改編遊戲僅擷取了其核心精神和象徵元素，設計了《惡魔的契約》、《記憶謎廊》和《反叛的使者》三段原創章節和五個故事，由於遊戲是為了替逐週播出的電視劇造勢、還必須延長玩家的遊玩時間，因此也採取每週更新的方式釋出新的關卡。玩家將透過處理快速反應事件、解謎和跑酷等遊戲方式一步步推敲真相。在《惡魔的契約》關卡裡探索時，玩家必須透過按下滑鼠左鍵或右鍵，製造出特定的排列組合才能擊倒對手或解開密碼；《記憶謎廊》的機制類似於密室逃脫，玩家必須搜尋場景中的可用物件，並以此達到關卡指定的目標；《反叛的使者》是跑酷遊戲，解謎成分較少。在遊戲通關後，遊戲會顯示所有通關的玩家如何回應遊戲中出現的選項，這種設計被認為與訴說遊戲旗下的作品有相似之處。

### 榮譽
2018年12月，《KIDZ 孩子》獲得新加坡亞洲電視學院獎之最佳電玩獎。

## 外部連結
- 你的孩子不是你的孩子 （页面存档备份，存于） - 公視
- 你的孩子不是你的孩子 （页面存档备份，存于） - 公視+
- 你的孩子不是你的孩子的Facebook專頁
- 你的孩子不是你的孩子的Instagram帳戶
- 互联网电影数据库（IMDb）上《你的孩子不是你的孩子》的资料（英文）
- 豆瓣电影上《你的孩子不是你的孩子》的資料 （简体中文）
- 在Netflix上觀看《你的孩子不是你的孩子》
- 在Disney+上觀看《你的孩子不是你的孩子》